# Eriosema distinctum
Eriosema distinctum är en ärtväxtart som beskrevs av Nicholas Edward Brown. Eriosema distinctum ingår i släktet Eriosema och familjen ärtväxter. Inga underarter finns listade i Catalogue of Life.